# Megachoriolaus yucatanus
Megachoriolaus yucatanus là một loài bọ cánh cứng trong họ Cerambycidae.